# Zeche Vereinigte Neu-Hiddinghausen
Die Zeche Vereinigte Neu-Hiddinghausen war ein Bergwerk im Sprockhöveler Stadtteil Hiddinghausen. Auf dem Bergwerk wurde neben Steinkohle auch Kohleneisenstein abgebaut.

## Bergwerksgeschichte
Im Jahr 1849 wurde mit der Förderung begonnen. Ab dem Jahr 1858 wurde über einen Schacht im Tiefbau Steinkohle und Kohleneisenstein abgebaut. Im Jahr 1867 wurden 160.856 Tonnen Kohleneisenstein gefördert. Im Jahr 1868 wurde sowohl Steinkohle als auch Kohleneisenstein abgebaut. Die Förderung betrug 20.834 Tonnen Kohleneisenstein. Im Jahr 1869 wurde das Bergwerk in Fristen gelegt. Im Jahr 1871 waren die 51 Lachter-Sohle und die 72 Lachter-Sohle in Betrieb. In diesem Jahr wurde nur Kohleneisenstein abgebaut. Im Jahr 1873 wurde neben Kohleneisenstein auch wieder Steinkohle abgebaut. In den Jahren 1874 und 1875 wurde in den Feldern der Zechen Frischer Morgen und Vereinigte Schlebusch Steinkohle abgebaut. Ab dem Jahr 1875 war das Bergwerk für mehrere Jahre außer Betrieb. Im Jahr 1905 wurde das Bergwerk wieder in Betrieb genommen. Es wurde Kohleneisenstein und in geringen Mengen Steinkohle abgebaut. Die abgebauten Kohlen wurden für den Landabsatz verwendet. Für die Förderung wurde der Schacht Voerster der Zeche Vereinigte Trappe mitbenutzt. Da die Erzlagerstätte nicht mehr bauwürdig war, wurde die Zeche Vereinigte Neu-Hiddinghausen im Jahr 1908 stillgelegt.